# Валекупа (Изернија)
Валекупа је насеље у Италији у округу Изернија, региону Молизе.
Према процени из 2011. у насељу је живело 182 становника. Насеље се налази на надморској висини од 285 м.